# Matthew Butler
Matthew Calbraith Butler, född 8 mars 1836 nära Greenville, South Carolina, död 14 april 1909 i Columbia, South Carolina, var en amerikansk demokratisk politiker och generalmajor i Amerikas konfedererade staters armé under amerikanska inbördeskriget. Han tjänstgjorde dessutom i spansk-amerikanska kriget som generalmajor i USA:s armé. Han representerade South Carolina i USA:s senat 1877-1895. Han var brorson till senator Andrew Butler.
Butler studerade vid South Carolina College (numera University of South Carolina). Han studerade sedan juridik och inledde 1857 sin karriär som advokat i Edgefield. Han deltog i inbördeskriget i CSA:s armé först som kapten i kavalleriet. Han befordrades till major efter första slaget vid Bull Run. Han deltog sedan i slaget vid Williamsburg och befordrades den 22 augusti 1862 till överste. Butler deltog även i andra slaget vid Bull Run och i slaget vid Antietam. Han miste ena foten i samband med slaget vid Brandy Station. Han befordrades 1 september 1863 till brigadgeneral och förde befäl över kavalleristyrkorna i slaget i vildmarken. Butler befordrades slutligen 1864 till generalmajor.
Efter det förlorade kriget engagerade sig Butler i politiken i South Carolina. Han kandiderade 1870 utan framgång till viceguvernör. Han efterträdde sedan 1877 Thomas J. Robertson som senator för South Carolina. Han efterträddes 1895 i senaten av Benjamin Tillman. Butler deltog sedan i spansk-amerikanska kriget som en av få konfederationens veteraner bland officerskåren.
Butler avled 1909 och gravsattes på Willow Brook Cemetery i Edgefield.